# Misanthropy Records
Misanthropy Records bylo britské heavymetalové hudební vydavatelství.

## Historie
Vydavatelství založila roku 1993 Tiziana Stupia, fanynka blackmetalového projektu Burzum. Stalo se tak proto, že jeho jediný člen Varg Vikernes byl uvězněn za žhářství a vraždu a nebyl tak schopen vydat své album Hvis lyset tar oss. Stupia nejprve ohledně vydání kontaktovala několik společností, ale neúspěšně. Nakonec se rozhodla založit vlastní vydavatelství, které spolu s Vikernersovým Cymophane Productions začalo jeho nahrávky vydávat.
Po třech albech Burzum se Stupia rozhodla ve vydávání pokračovat; smlouvu s vydavatelstvím podepsaly i další skupiny, například Fleurety, In the Woods…, Katatonia či Mayhem. Jednalo se o různé metalové žánry; spolu s The Ted Records vydavatelství přineslo novou vlnu avantgardního metalu.
V roce 2000 společnost zanikla, protože Stupia se hudbě přestala věnovat.

## Interpreti
Seznam vybraných interpretů, jejichž alba vyšla u Misanthropy Records.
- Arcturus
- Beyond Dawn
- Burzum
- Fleurety
- In the Woods...
- Katatonia
- Madder Mortem
- Mayhem
- Monumentum
- Primordial
- Solstice
- Ved Buens Ende